# トーマストン級ドック型揚陸艦
| トーマストン級ドック型揚陸艦 | トーマストン級ドック型揚陸艦                       |
| ---------------------------- | -------------------------------------------------- |
| USS Plymouth Rock, LSD-29    |                                                    |
| 艦級概観                     |                                                    |
| 艦種                         | ドック型揚陸艦（LSD）                              |
| 艦名                         | 歴史上の史跡。一番艦はメイン州トーマストンに因む。 |
| 建造期間                     | 1953年 - 1957年                                    |
| 就役期間                     | 1954年 - 1992年                                    |
| 前級                         | カサ・グランデ級                                   |
| 次級                         | アンカレッジ級                                     |
| 性能諸元                     |                                                    |
| 排水量                       | 満載：11,800 t                                     |
| 全長                         | 160 m                                              |
| 全幅                         | 26 m                                               |
| 吃水                         | 5.8 m                                              |
| 機関                         |                                                    |
| 速力                         | 最大22ノット以上                                   |
| 航続距離                     |                                                    |
| 乗員                         | 士官18名、兵員330名                                |
| 兵装                         | 7.6cm連装砲8基                                     |

トーマストン級ドック型揚陸艦（トーマストンきゅうドックがたようりくかん、Thomaston class dock landing ship）は、アメリカ海軍のドック型揚陸艦。基本計画番号SCB-75、同型艦は8隻。

## 概要
第二次世界大戦中に建造されたアシュランド級に続く、アメリカ海軍としては二番目のドック型揚陸艦である。1950年代に建造された。アシュランド級より大幅に拡大された艦であり、満載排水量は5割り増し、速力も6ノット増の23ノットとなっている。
艦の前部に艦上構造物があり、後部がドックとなっている。ドックの後部にのみ、覆いとしてヘリコプター甲板が設けられている。
1950年代に就役し、アメリカ海軍からは1994年までに退役した。2隻がブラジル海軍に貸与されたが、これも2001年までに退役している。

## 同型艦
- トーマストン (USS Thomaston, LSD-28)
- プリマス・ロック (USS Plymouth Rock, LSD-29)
- フォート・スネリング (USS Fort Snelling, LSD-30)
- ポイント・デファイアンス (USS Point Defiance, LSD-31)
- スピーゲル・グローヴ (USS Spiegel Grove, LSD-32)
- アラモ (USS Alamo, LSD-33)
- ハーミテージ (USS Hermitage, LSD-34)
- モンティセロ (USS Monticello, LSD-35)

## 余生
スピーゲル・グローヴは、2002年フロリダ州フロリダキーズ連邦海洋保護区に人工漁礁として沈められ、2012年には観光資源として紹介されるに至っている。